# 議決
議決（ぎけつ、英:vote）とは、議員の表決の結果により会議体としての議会あるいは議院の意思が決定・確定されること。

## 概説

### 可決と否決
議決は手続上は全て「可決」か「否決」という形で決定される。
原案あるいは修正を加えた案（修正案）を可とする議決を可決、原案を否とする議決を否決という。修正を加えての可決は特に修正可決という。

### 議決の態様
議決は実態的には対象案件により異なる形式をとるとされる。
可決・否決国会における法律案の議決（日本国憲法第59条）など。
承認・不承認国会における条約の承認（日本国憲法第61条）など。
承諾・不承諾国会における予備費の支出の承諾（日本国憲法第87条第2項）など。
同意・不同意参議院の緊急集会についての衆議院の同意（日本国憲法第54条第3項）など。
採択・不採択請願の採択（国会法第81条）など。
指名内閣総理大臣の指名（日本国憲法第67条）など。
発議憲法改正の発議（日本国憲法第96条第1項）など。
決定地方議会における議員資格の決定（地方自治法第127条）など
許可議員辞職の許可（国会法第107条、地方自治法第126条）など
などの形式がある。

## 日本の国会
国会法上などにおいては「国会の議決」と「両議院の議決」が区別されている。

### 国会の議決
衆議院と参議院の両議院を包括的に一体な国会として捉えた場合の議決で、原則として一院で議決した議案を他院がこれに同意して議決することで成立するもの。国会の議決の場合には衆議院と参議院とで先議・後議あるいは送付・回付の関係が認められ両院協議会が開催されることもある。

### 両議院の議決
衆議院と参議院の両議院がそれぞれ並行審議の形で単独・独自に意思決定を行う議決で、先議・後議の関係がなく両院の議決が不一致の場合にも一致させるための調整が行われないもの。両議院一致の議決ともいう。